# Kantonrechtersformule
De kantonrechtersformule is de richtlijn die is opgesteld door de gezamenlijke kantonrechters in Nederland voor het bepalen van de hoogte van de zogenaamde ontbindingsvergoeding.
Zowel de werkgever als de werknemer kan de kantonrechter op voet van artikel 685 van Boek 7 van het Burgerlijk Wetboek verzoeken de tussen hen bestaande arbeidsovereenkomst op grond van gewichtige redenen te ontbinden. Deze gewichtige redenen kunnen bestaan uit dringende redenen (vergelijk het ontslag op staande voet) of veranderingen in de omstandigheden.
Indien de rechter het verzoek toewijst op grond van veranderingen in de omstandigheden, dan kan hij, op grond van lid 8 van genoemd artikel, aan een van partijen ten laste van de andere een vergoeding toekennen. De kantonrechtersformule wordt toegepast zowel wanneer de werkgever om de ontbinding verzoekt, als wanneer de werknemer dat doet. In zijn algemeenheid kan worden gezegd dat het de werknemer is die de (eventuele) vergoeding ontvangt, en derhalve de werkgever die de vergoeding moet betalen. Het spiegelbeeld komt echter, zij het zeer zelden, ook voor.
De kantonrechtersformule is een aanbeveling, de kantonrechter hoeft de formule dus niet te volgen.
Omdat er tussen de respectieve kantongerechten en zelfs tussen de respectieve kantonrechters per kanton aanmerkelijke verschillen bestonden in de toekenning van de vergoedingen, heeft de Kring van Kantonrechters ter uniformering van de hoogte van de ontbindingsvergoedingen op 8 november 1996 de landelijke kantonrechtersformule 7:685 BW (kortweg: kantonrechtersformule) vastgesteld. Deze formule is in werking getreden op 1 januari 1997. Deze kantonrechtersformule is sindsdien de maatstaf aan de hand waarvan de hoogte van de ontbindingsvergoeding wordt bepaald.
De kantonrechtersformule is gewijzigd met ingang van 1 juni 1998 en 1 november 1999. Op 30 oktober 2008 heeft de Kring van Kantonrechters een wijziging van de formule (= van de aanbeveling) bekendgemaakt. De aanleiding voor de wijziging was, dat het criterium van billijkheid dat in de wet wordt genoemd, volgens de Kring van Kantonrechters in de loop der jaren tot een andere hoogte van de ontbindingsvergoeding diende te leiden. De gewijzigde kantonrechtersformule werd toegepast op ontbindingsverzoeken die ingediend werden vanaf 1 januari 2009. Met ingang van de Wet werk & zekerheid op 1 juli 2015 is de transitievergoeding geïntroduceerd en sindsdien de standaard geworden voor het berekenen van een ontslagvergoeding. Dat betekent echter niet dat de (verouderde) kantonrechtersformule niet meer gebruikt mag worden. Bij ontslag met wederzijds goedvinden wordt soms nog steeds met de kantonrechtersformule gerekend.

## A × B × C
De kantonrechtersformule luidt als volgt:
V = A × B × C
Waarbij:
A = het aantal gewogen dienstjaren
B = de beloning
C = de correctiefactor
V = de uiteindelijke vergoeding

### Aantal gewogen dienstjaren
Voor de berekening van het aantal gewogen dienstjaren wordt de diensttijd afgerond op hele jaren, waarbij een halfjaar naar beneden wordt afgerond, en een half jaar plus een dag naar boven. Als het totaal aantal afgeronde jaren vervolgens niet overeenkomt met het afgeronde totaal van jaren, wordt dat gecorrigeerd in het voordeel van de werknemer.
De dienstjaren worden vervolgens als volgt gewogen:
- Elk dienstjaar gewerkt tot de leeftijd van 35 jaar = 0,5
- Elk dienstjaar gewerkt van de leeftijd van 35 tot de leeftijd van 45 jaar = 1
- Elk dienstjaar gewerkt van de leeftijd van 45 tot de leeftijd van 55 jaar = 1,5
- Elk dienstjaar vanaf de leeftijd van 55 jaar = 2

Voorbeeld:
Het aantal gewogen dienstjaren voor een medewerker van 53 jaar met 17 dienstjaren wordt volgens deze berekening:
(8 × 1) + (9 × 1,5) = 8 + 13,5 = 21,5
Voorbeeld correctie op afronding:
Iemand heeft 1,7 jaar in de eerste categorie gewerkt, 10 jaar in de tweede en 2,7 jaar in de derde. Die getallen worden elk afgerond naar respectievelijk 2, 10 en 3 jaar. Omdat dat totaal (15) meer is dan 1,7 + 10 + 2,7 (14,4, afgerond naar 14) vindt een correctie van een jaar plaats. Voor deze correctie wordt de eerste categorie verminderd tot 1. De laagste categorie wordt gekozen omdat een andere categorie nadelig is voor de werknemer.

#### Tot 1 januari 2009
Tot 1 januari 2009 gold een andere berekening voor het aantal gewogen dienstjaren:
- Elk dienstjaar tot de leeftijd van 40 jaar = 1
- Elk dienstjaar van de leeftijd van 40 tot de leeftijd van 50 jaar = 1,5
- Elk dienstjaar vanaf de leeftijd van 50 jaar = 2

Peildatum voor de leeftijd is de datum van ontbinding van de arbeidsovereenkomst.
Voorbeeld:

Het aantal gewogen dienstjaren voor een medewerker van 53 jaar met 17 dienstjaren was:
(3 × 1) + (10 × 1,5) + (4 × 2) = 3 + 15 + 8 = 26
Wanneer het dienstverband slechts korte tijd (maximaal een jaar of drie) geduurd heeft, past de kantonrechter doorgaans de kantonrechtersformule niet strikt toe. In het algemeen wordt dan sterk naar boven afgerond.

### Beloning
Hierbij wordt uitgegaan van het bruto maandloon. Dit bruto maandloon wordt vermeerderd met de componenten vakantietoeslag, dertiende maand (vaststaand en jaarlijks uitgekeerd), structurele overwerkvergoeding en vaste toeslagen zoals een ploegentoeslag.
Componenten die in beginsel niet tot de beloning worden gerekend zijn de auto van de zaak, onkostenvergoeding, tantièmes, werkgeversaandeel in de ziektekostenverzekering en pensioen, de niet-structurele winstdeling en opties en/of aandelen in de onderneming. De kantonrechter kan echter in uitzonderlijke gevallen beslissen dat bepaalde componenten alsnog worden gerekend tot de beloning.

### Correctiefactor
Met de gebruikte correctiefactor laat de kantonrechter zien aan wiens schuld hij de omstandigheden die tot de ontbinding leiden (de ontbindingsgrond), wijt (verwijtbaarheid). De kantonrechter kan een correctiefactor van 0 (nul) of hoger gebruiken, bijvoorbeeld 0,5, 1, 2,75 of 5.
Vanaf 1 januari 2009 worden elementen meegenomen in de correctiefactor, die daarvoor soms onderbelicht werden. Dit zijn met name de arbeidsmarktpositie van de werknemer en de financiële positie van de werkgever. Voor de arbeidsmarktpositie spelen bijvoorbeeld de arbeidsmarkt in de sector en de scholingskansen die de werkgever geboden heeft een rol.

#### Correctiefactor 1
Uitgangspunt is een correctiefactor 1, in dat geval zijn er geen bijzondere omstandigheden die zouden leiden tot een hogere/lagere vergoeding. Dit wordt ook wel een "neutrale" ontbinding genoemd. Bij een ontbindingsgrond die geheel in de risicosfeer van de werkgever ligt, en waarbij geen sprake is van verwijtbaarheid bij een van beide partijen, zal in het algemeen correctiefactor 1 gebruikt worden. Hierbij kan bijvoorbeeld gedacht worden aan het vervallen van de arbeidsplaats van de werknemer in verband met een reorganisatie (zonder dat zich verdere bijzondere omstandigheden voordoen).

#### Correctiefactor lager dan 1
Wanneer de kantonrechter van mening is dat, gezien de omstandigheden, een ontslagvergoeding niet op haar plaats is, gebruikt hij de correctiefactor 0 (nul). Dat kan bijvoorbeeld het geval zijn als de ontbindingsgrond geheel in de risicosfeer van de werknemer valt, terwijl er geen sprake is van verwijtbaarheid bij de werkgever, of als de ontbindingsgrond in zeer ernstige mate aan de werknemer te wijten is. Ook een correctiefactor tussen 0 en 1 is mogelijk.
Volgens een intern onderzoek van het kanton Amsterdam komt de rechter in meer dan de helft van de gevallen uit op een correctiefactor C lager dan 1 (inclusief C = 0). Slechts in ongeveer een kwart van de ontslagzaken zou een factor C = 1 of meer worden toegekend (deze zaken maken echter waarschijnlijk wel meer kans op publicatie in de jurisprudentie). Een ander onderzoek, dat ook veel informatie bevat over ontslagvergoedingen en over de kosten van ontslag, vindt een gemiddelde correctiefactor van C=0,90.

#### Correctiefactor hoger dan 1
Wanneer de kantonrechter van mening is dat de werkgever verwijtbaar heeft gehandeld, kan hij een correctiefactor gebruiken die hoger is dan 1. Uit de praktijk blijkt dat de correctiefactor dan meestal ligt tussen de 1 en 2. Een correctiefactor van 2 komt echter niet veel voor.
Het is niet op voorhand te zeggen welke correctiefactor een kantonrechter zal toekennen. Dit is afhankelijk van de omstandigheden van het geval.
In heel uitzonderlijke situaties kan de kantonrechter de correctiefactor op hoger dan 2 vaststellen. Zo heeft de kantonrechter in Gorinchem in een zaak een correctiefactor van meer dan 8 toegekend (vindplaats: JAR 2003, 233). In casu ging het om een zeer uitzonderlijke situatie en mag daarom zeker niet als leidraad worden gebruikt voor werknemers die ook voor ontslag in aanmerking komen.

## Vergoeding en WW
De vergoeding is voor de werknemer een compensatie voor het verlies van zijn inkomen uit arbeid. Naast de vergoeding zal de werknemer, zolang hij werkloos is, meestal ook recht hebben op een werkloosheidsuitkering van het UWV.
In het verleden had de ontbindingsvergoeding geen enkele invloed op het recht op WW. Om werknemers waarbij de arbeidsovereenkomst wordt ontbonden in een gelijke positie te brengen met werknemers waarbij de overeenkomst door opzegging wordt beëindigd geldt sinds enige jaren de fictieve opzegtermijn. Hierbij wordt de vergoeding in voorkomende gevallen mede gezien als inkomsten over de opzegtermijn. Over die fictieve opzegtermijn heeft de werkloze werknemer dan geen recht op een WW-uitkering.